# Игнат Трайков
Игнат Трайков Петков е български революционер, деец на Вътрешната македоно-одринска революционна организация.

## Биография
Трайков е роден в 1861 година в кратовското село Горно Кратово, тогава в Османската империя, днес в Северна Македония. Влиза във ВМОРО и в 1903 година става четник на Йордан Спасов, с когото е нелегален пет години. Участва в сраженията с турците при Стърмош и със сърбите при Шопско Рудари. След Младотурската революция в 1908 година, емигрира в България.
При избухването на Балканската война в 1912 година е доброволец в Македоно-одринското опълчение и служи в 4-та рота на 3-та солунска дружина.  Воюва и в Междусъюзническата война като участва в сраженията при Султан тепе и Емирица.
На 12 март 1943 година, като жител на Горно Кратово, подава молба за българска народна пенсия, която е одобрена и пенсията е отпусната от Министерския съвет на Царство България.